# دکستیمید

دکستیمید (انگلیسی: Dexetimide) نوعی ترکیب آنتی کولینرژیک پیپریدینی و یک آنتاگونیست موسکارینی است که برای درمان پارکینسون ناشی از دارو استفاده میشود.